# Celso Ayala
Celso Rafael Ayala Gavilán (Asunción, 20 de agosto de 1970) es un exfutbolista y entrenador paraguayo nacionalizado español. Jugaba de defensa central. Actualmente dirige al Club River Plate de la Segunda División de Paraguay.

## Clubes

### Como jugador
| Club               | País      | Año       |
| ------------------ | --------- | --------- |
| Olimpia            | Paraguay  | 1990-1994 |
| Rosario Central    | Argentina | 1994-1995 |
| River Plate        | Argentina | 1995-1998 |
| Real Betis         | España    | 1998-1999 |
| Atlético de Madrid | España    | 1999-2000 |
| São Paulo FC       | Brasil    | 2000-2001 |
| River Plate        | Argentina | 2001-2005 |
| Colo-Colo          | Chile     | 2006      |

### Como entrenador
| Club                 | País     | Año           |
| -------------------- | -------- | ------------- |
| 2 de Mayo            | Paraguay | 2012          |
| Sportivo Carapeguá   | Paraguay | 2012-2013     |
| Independiente CG     | Paraguay | 2014          |
| Guabirá              | Bolivia  | 2014          |
| Sport Boys Warnes    | Bolivia  | 2015          |
| Petrolero de Yacuiba | Bolivia  | 2015          |
| Independiente CG     | Paraguay | 2016-2017     |
| Nacional             | Paraguay | 2017-2018     |
| Deportivo Capiatá    | Paraguay | 2019          |
| Independiente CG     | Paraguay | 2019          |
| Sportivo Luqueño     | Paraguay | 2019          |
| Club River Plate     | Paraguay | 2020          |
| Sol de América       | Paraguay | 2020-2021     |
| Club River Plate     | Paraguay | 2021          |
| Sol de América       | Paraguay | 2022          |
| Deportivo Santaní    | Paraguay | 2023          |
| Rubio Ñu             | Paraguay | 2024          |
| River Plate          | Paraguay | 2024-presente |

## Participaciones en la Copa Mundial de la FIFA
| Mundial                        | Sede                | Resultado        | Partidos | Goles |
| ------------------------------ | ------------------- | ---------------- | -------- | ----- |
| Copa Mundial de Fútbol de 1998 | Francia             | Octavos de final | 4        | 1     |
| Copa Mundial de Fútbol de 2002 | Corea del Sur Japón | Octavos de final | 4        | 0     |

### Goles en la selección
| Goles con la Selección de Paraguay | Goles con la Selección de Paraguay | Goles con la Selección de Paraguay | Goles con la Selección de Paraguay | Goles con la Selección de Paraguay | Goles con la Selección de Paraguay | Goles con la Selección de Paraguay | Goles con la Selección de Paraguay | Goles con la Selección de Paraguay |
| Resultados                         | Resultados                         | Resultados                         | Resultados                         | Lugar                              | Estadio                            | Fecha                              | Tipo                               | Goles                              |
| ---------------------------------- | ---------------------------------- | ---------------------------------- | ---------------------------------- | ---------------------------------- | ---------------------------------- | ---------------------------------- | ---------------------------------- | ---------------------------------- |
| Paraguay                           | 2                                  | 0                                  | Bolivia                            | Asunción                           | Estadio General Pablo Rojas        | 26 de julio de 1996                | Amistoso                           | 1 gol                              |
| Paraguay                           | 4                                  | 0                                  | Polonia                            | Asunción                           | Estadio Defensores del Chaco       | 8 de febrero de 1998               | Amistoso                           | 1 gol                              |
| Paraguay                           | 1                                  | 1                                  | Japón                              | Tokio                              | Estadio Olímpico de Tokio          | 17 de mayo de 1998                 | Amistoso Copa Kirin                | 1 gol                              |
| Paraguay                           | 3                                  | 1                                  | Nigeria                            | Toulouse                           | Stade de Toulouse                  | 24 de junio de 1998                | Copa del Mundo 1998                | 1 gol                              |
| Paraguay                           | 2                                  | 1                                  | Colombia                           | Asunción                           | Estadio Defensores del Chaco       | 24 de junio de 1999                | Amistoso                           | 1 gol                              |
| Paraguay                           | 1                                  | 0                                  | Uruguay                            | Asunción                           | Estadio Defensores del Chaco       | 26 de abril de 2000                | Eliminatorias Sudamericanas 2002   | 1 gol                              |

Para un total de 6 goles

## Palmarés

### Como jugador

#### Títulos nacionales
| Título           | Equipo      | País      | Año    |
| ---------------- | ----------- | --------- | ------ |
| Torneo República | Olimpia     | Paraguay  | 1992   |
| Primera División | Olimpia     | Paraguay  | 1993   |
| Primera División | River Plate | Argentina | 1996-A |
| Primera División | River Plate | Argentina | 1997-C |
| Primera División | River Plate | Argentina | 1997-A |
| Primera División | River Plate | Argentina | 2002-C |
| Primera División | River Plate | Argentina | 2003-C |
| Primera División | River Plate | Argentina | 2004-C |
| Primera División | Colo-Colo   | Chile     | 2006-A |

#### Títulos internacionales
| Título                   | Equipo          | Sede         | Año  |
| ------------------------ | --------------- | ------------ | ---- |
| Copa Libertadores        | Olimpia         | Guayaquil    | 1990 |
| Preolímpico Sudamericano | Paraguay Sub-23 | Paraguay     | 1992 |
| Copa Libertadores        | River Plate     | Buenos Aires | 1996 |
| Supercopa Sudamericana   | River Plate     | Buenos Aires | 1997 |

### Como entrenador
| Título           | Equipo             | País     | Año  |
| ---------------- | ------------------ | -------- | ---- |
| Segunda División | Independiente (CG) | Paraguay | 2016 |

## Distinciones individuales
| Distinción                        | Año        |
| --------------------------------- | ---------- |
| Parte del Equipo Ideal de América | 1996, 1997 |